# FANтастика
«FANтастика» — російський молодіжний журнал, присвячений фантастиці, що виходив у 2007—2008 роках. Належав видавництву «Азбука». Видавався у Санкт-Петербурзі з січня 2007 року тиражем від 10 000 до 25 000 примірників. У 2007 році вийшло 9 номерів, у 2008 — 11, після чого журнал було закрито.

## Зміст
Журнал часто порівнювали з аналогічним старішим виданням «Мир фантастики». Відзначали, що і тематика, і структура «FANтастики» дуже схожі на тематику і структуру його московського аналога, а значна частина авторів збігається. Обидва журнали висвітлювали фантастику у всіх проявах — у літературі, кіно, телебаченні, аніме, коміксах, настільних та відеоіграх.
Разом з тим, відзначали і відмінності. Так, на відміну від «СФ», у «FANтастиці» більше третини обсягу займали рецензії на книги. Переважали рецензії на фентезі, нерідко рецензувалися книги, які вже не є новинками. Журнал критикували за те, що більшу частину розглянутих книг складали видані в «Азбуці».

## Закриття
З 2009 року журнал закрито у зв'язку з економічною кризою у галузі друкованих ЗМІ. Останнім виданням, пов'язаним з «FANтастикою», була антологія оповідань під тією ж назвою, яку «Азбука» випустила у 2009-му. Антологія була складена одним з редакторів журналу, Василем Владімірським. У планах видавництва було перевести журнал у електронний формат. Але фактично за цим відбулося перепрофілювання сайту журналу у книжковий онлайн-магазин «Клуб Фантастика».
На початку 2009 року авторські колонки Романа Арбітмана були видані окремим виданням під назвою «Злісний критик».
Починаючи з 2010 року деякі колонки та рецензії з журналу стали передруковувати на сайті літературного журналу «Прочитання».

## Колектив
- Головний редактор: Катерина Дубянська.
- Творчий директор: Василь Владімірський (до кінця 2008 року).

## Нагороди
- Єврокон-2008 — перемога у номінації «Найкращий фантастичний журнал у Європі-2008».